# Żywiec
För ölmärket uppkallat efter staden, se Żywiec (öl)

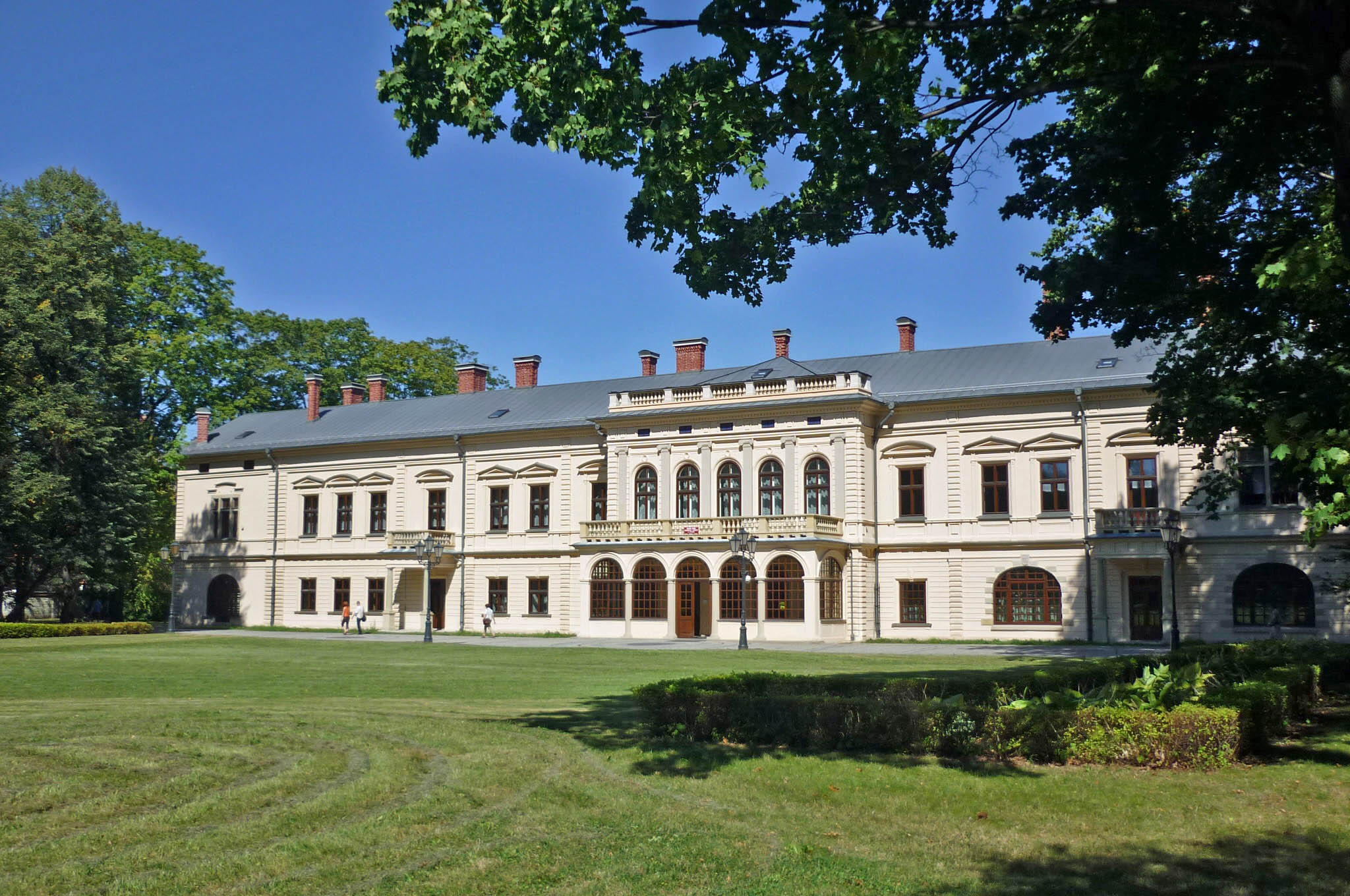
Nya slottet i Żywiec

Żywiec (tyska: Saybusch, Saubusch) är en stad i Schlesiens vojvodskap i södra Polen med 32 078 invånare (2006). Den är berömd för sitt bryggeri som tillverkar ölen som bär stadens namn.
Staden har också två sevärda slott, Gamla och Nya slottet, som beboddes av släkten Habsburg fram till andra världskrigets utbrott.